# Sascha Ehlert
Sascha Ehlert (geboren 1987 in Berlin) ist ein deutscher Kulturjournalist und Verleger.

## Leben
Sascha Ehlert wurde 1987 in Berlin-Spandau geboren. studierte Germanistik, Anglistik und Politische Verwaltung an der Universität Potsdam. Seit 2011 ist er als freier Autor und Kulturjournalist unter anderem für JUICE, die deutsche Ausgabe des Magazins Interview, Spex, die Zitty, Die Zeit und viele mehr tätig. Von 2013 bis 2015 hatte er die Redaktionsleitung der Juice inne. Parallel dazu gründete er die Kulturzeitschrift Das Wetter – Magazin für Text und Musik. 2015 gründete er gemeinsam mit Katharina Holzmann und David Rabolt den Korbinian Verlag. Zum 10. Geburtstag von Das Wetter - Magazin für Text und Musik gab Ehlert gemeinsam mit Katharina Holzmann die Anthologie Das Wetter - Buch für Text und Musik heraus, die im Herbst 2023 im Verlag Kiepenheuer & Witsch erschien. Im Frühjahr 2025 erschien Ehlerts erster Roman Palo Santo im Ullstein Verlag. Seit 2025 arbeitet Ehlert als Leiter für Marketing und Kommunikation am Schauspielhaus Zürich.

## Publikationen
- Sascha Ehlert: Palo Santo. Ullstein Verlag, 2025, ISBN 978-3-546-10111-0.